# Moulinex
Moulinex es un fabricante francés de electrodomésticos para el hogar y para la cocina. La marca, después de declararse en quiebra, aún la sigue utilizando el Grupo SEB.

## Historia
La empresa la fundó en 1956 Jean Mantelet en Alençon, Francia. A mediados de los años 1980, el fundador y director de la empresa la abandonó. En 1987, estaban al frente de la empresa Roland Darneau (director ejecutivo), Michel Vannoorenberghe (director de finanzas) y Gilbert Torelli (director de mercadotecnia).
En el marco de su plan de expansión exterior, Moulinex adquirió la empresa alemana Krups. Debido a problemas coyunturales en los mercados internacionales, la empresa comenzó a tener problemas financieros. La evolución de la acción de la empresa cayó a finales de 1995 hasta 65 francos. En 1997 se cerró la fábrica en Mamers y la acción cayó en 1999 a 9,50 euro. El 11 de septiembre de 2001, la empresa, con 9000 trabajadores, se declaró en quiebra. Los motivos de la quiebra de la empresa que se manejaron fueron diversos, desde mala gestión hasta problemas de globalización. El 23 de octubre la sala de derecho comercial de Nanterre declaró a Groupe SEB como gestor de Moulinex. Esta decisión conllevó numerosas protestas por parte de los trabajadores. De las 8 plantas de producción en Francia, además de la planta principal en Alençon, tuvieron que cerrarse 3 más. 5000 empleados perdieron su trabajo, de ellos 3700 en Francia. El 23 de noviembre de 2001 los sindicatos de la empresa firmaron el plan de compensación económica con pagos de entre 30.000 y 80.000 francos.